# Coleophora saxauli
Coleophora saxauli é uma espécie de mariposa do gênero Coleophora pertencente à família Coleophoridae.